# Murielle Laurent
Murielle Laurent (nascida a 21 de Setembro de 1977) é uma política francesa do Partido Socialista que foi eleita membro do Parlamento Europeu em 2024.

## Carreira política
Laurent foi prefeita de Feyzin de 2017 a 2024.
No parlamento europeu, Laurent faz parte da Comissão de Liberdades Cívicas, Justiça e Assuntos Internos, da Comissão de Desenvolvimento e da Comissão de Petições. Além das suas atribuições nas comissões, faz parte das delegações do parlamento para as relações com os países do Maxereque, na Assembleia Parlamentar Paritária OEACP-UE e na Assembleia Parlamentar Caribe-UE.